# Nuance Communications
Pour les articles homonymes, voir Nuance.
Basée à Burlington, à la périphérie de Boston (Massachusetts), Nuance Communications est une multinationale américaine qui crée et commercialise des logiciels d’imagerie et de reconnaissance vocale pour les particuliers, les entreprises de toute taille, le secteur de la santé, mais également le secteur de la défense et les organisations gouvernementales. Les fonctionnalités phares des produits de Nuance sont la reconnaissance vocale intégrée, la reconnaissance optique de caractères, les solutions d'imagerie de bureau, les systèmes d’orientation des appels (call steering) et les systèmes de transcription médicale.

## Histoire
Nuance est fondée en 1994. Elle est à l'origine une startup dérivée du laboratoire de recherche technologique sur la reconnaissance vocale de l’institut américain SRI International. Basé à Menlo Park en Californie, Nuance déploie son premier système de reconnaissance vocale à grande échelle en 1996. Nuance compte parmi ses premiers projets l'automatisation de centres d'appels. Les premières applications de Nuance fonctionnaient sur les systèmes Windows et Solaris et étaient reliées à des cartes dialogiques pour le matériel de téléphonie.
Le 13 avril 2000, Nuance effectue une introduction en bourse sur le Nasdaq. Le 15 novembre 2000, Nuance acquiert SpeechFront.
Après lui avoir fait de la concurrence sur le marché de la reconnaissance vocale pendant des années, ScanSoft (Société issue de Kurzweil Computer Products et acquise par Visioneer) acquiert Nuance en octobre 2005, qui en gardera le nom.
Le 1er février 2019, Nuance cède sa division Document Imaging à Kofax.
En avril 2021, Microsoft annonce l'acquisition de Nuance pour 19,7 milliards de dollars.

## Produits
- Equitrac
- Copitrak
- eCopy
- SafeCom
- Dragon NaturallySpeaking
- Dragon Assistant
- Dragon Dictate (autrefois connu sous le nom de MacSpeech)
- Swype
- Vocon Hybrid

Les produits suivants ont été cédés à KOFAX en 2019 :
- Power PDF (Standard et Advanced)
- PDF Converter pour Mac et PC
- Paperport
- Omnipage